# Solanum capsicoides
Espèce
Solanum capsicoides est une espèce de plantes à fleurs de la famille des Solanaceae. Elle est dénommée pomme d'amour, cockroach berry, berengena de gallina. Elle est originaire de l'est du Brésil mais s'est naturalisée dans d'autres régions tropicales, où elle devient parfois envahissante.
L'aire de d'origine de cette espèce est le sud de l'Amérique tropicale. Il s'agit d'une plante annuelle ou d'un sous-arbrisseau qui pousse principalement dans le biome tropical humide.

## Utilisation
Elle est utilisée comme poison et comme médicament, pour l'environnement et pour l'alimentation.
À Trinidad l'infusion de feuilles est utilisée contre le zona. En Tunisie la plante entière est appliquée en cataplasme sur les parties brulées et contre les dermatoses.

### Toxicité
Toutes les parties de la plante sont toxiques, les fruits verts surtout. Elles contiennent des glucoalcaloides. Les symptômes sont des troubles digestifs, des nausées, des vomissements des douleurs abdominales et des diarrhées.

## Systématique
Le nom correct complet (avec auteur) de ce taxon est Solanum capsicoides All..
Solanum capsicoides a pour synonymes :
- Solanum aculeatissimum subsp. denudatum Dunal
- Solanum aculeatissimum var. denudatum Dunal
- Solanum aculeatissimum Schulz, 1909
- Solanum arrebenta Vell.
- Solanum bodinieri H.Lév. & Vaniot
- Solanum capsicoides Lam.
- Solanum ciliare Willd.
- Solanum ciliatum subsp. arenarium Dunal
- Solanum ciliatum var. arenarium Dunal
- Solanum ciliatum var. multiflorum Dunal
- Solanum ciliatum Lam.
- Solanum macowanii Fourc.
- Solanum pentapetaloides Roxb.
- Solanum pentapetaloides Roxb. ex Hornem.
- Solanum pentapetalum Schltdl.
- Solanum sinuatifolium Vell.
- Solanum sphaerocarpum Moric.
- Solanum trongum subsp. sinuato-pinnatifidum Dunal
- Solanum trongum var. sinuatopinnatifidum Dunal
- Solanum ungens Weinm.